# سوبر بومبرمان آر
سوبر بومبرمان آر (بالإنجليزية: Super Bomberman R)‏، هي لعبة فيديو إلكترونية من نوع أكشن، صدرت في الأسواق العالمية بتاريخ 3 مارس 2017م، والتي طورتا كل من هيكسا درايف وكونامي ديجيتال إنترتينمنت اليابانيتان، وتعمل لمنصات نينتندو سويتش، بلاي ستيشن 4، إكس بوكس ون ومايكروسوفت ويندوز.